# Тютюновий капітан
«Тютюновий капітан» (рос. Табачный капитан) — радянська кольорова музична комедія на історичну тему, поставлена на Ленінградської ордена Леніна кіностудії «Ленфільм» в 1972 році режисером Ігорем Усовим за мотивами однойменної п'єси М. А. Адуєва.
Фільм створено на замовлення Державного Комітету Ради Міністрів СРСР по телебаченню і радіомовленню.
Телевізійна прем'єра фільму в СРСР відбулася 31 грудня 1972 року.

## Зміст
Часи Петра Першого. Сина одного з бояр за надмірно ексцентричну поведінку цар висилає до Голландії навчатися судноплавній справі. Та молодого хлопця більше цікавлять гулянки. За нього проходить курси його кріпак. Повернувшись до Росії, він по праву займає офіцерське місце господаря на флоті.

## Ролі
- Владлен Давидов — Петро Перший
- Наталія Фатєєва — Любов Карпівна Смурова
- Микола Трофимов — думний дяк Акакій Львович Плющихін
- Сергій Філіппов — купець Карпій Савелійович Смуров, торговець парусиною
- Людмила Гурченко — мадам Нініш, власниця готелю «Лев і каструля»
- Георгій Віцин — кухар Мутон з «Лева і каструлі»
- Євген Шапін — «тютюновий капітан» Іван, ключник боярині Свиньїної і слуга її сина (роль озвучив — Олександр Дем'яненко)
- Віктор Кривонос — боярський син Антон Якович Свиньїн
- Марія Поліцеймако — Гликерія Капітоновна Жульова
- Олена Андерегг — бояриня Неніла Варфоломієвна Свиньїна
- Пантелеймон Кримов — іноземець-корабельник
- Володимир Таренко — заморський корабел
- Анатолій Столбов — купець-лісоторговець Капітон Сидорович Жульов
- А. Баранов — один з трьох співаючих бояр
- Микола Гаврилов — один з трьох співаючих бояр
- Дмитро Зебров — один з трьох співаючих бояр
- Андрій Давидов — гардемарин Корсаков (роль озвучив — Ігор Єфімов)

## В епізодах
- Олександр Жданов — Фімка, слуга боярині Свиньїна
- Микола Поліщук — кухарчук в готелі «Лев і каструля»
- Жанна Сухопольска — епізод
- В. Горбунов — епізод
- У титрах не вказані:
- Віктор Семенівський — молодий кухар Кеке, помічник мсьє Мутона
- Станіслав Чекан — епізод
- Юрій Шепелев — гість на асамблеї

## Знімальна група
- Сценарій — Володимира Воробйова
- Режисер-постановник — Ігор Усов
- Головний оператор — Олександр Дібрівний
- Головний художник — Ігор Вускович
- Композитор — Ігор Цвітков
- Звукооператор — Григорій Ельберт
- Текст пісень — Якова Голякова
- Режисер — Ліліана Маркова
- Балетмейстери — Ігор Бельський, Геннадій Кореневський
- Оператор — В. Тупіцин
- Художник по костюмах — Валентина Жук
- Художники-гримери — А. Іванов, Н. Веселова
- Монтаж — Марія Пен, Тетяна Шапіро
- Редактор — Алла Борисова
- Консультант — Максим Гиллельсон
- Асистенти:
  - режисера — Лідія Духницька
  - оператора — А. Колодзинський
  - художника — І. Зайцева
- Комбіновані зйомки:
  - Оператори — Олександр Зав'ялов, Георгій Сенотов
  - Художники — Борис Михайлов, Є. Владимиров
- Балет Ленінградського Академічного Театру опери та балету
- Оркестр Ленінградського Академічного Малого театру опери та балету
  - Диригенти — Лео Корхін, Юрій Богданов
- Директор картини — А. Тарасов